# Hoikka Petäjäsaari
Hoikka Petäjäsaari, nordsamiska: Segispecsuálui, är en ö i Finland. Den ligger i sjön Enare träsk och i kommunen Enare i den ekonomiska regionen Norra Lappland och landskapet Lappland, i den norra delen av landet, 1 000 km norr om huvudstaden Helsingfors. Öns area är 7,06 kvadratkilometer och dess största längd är 7 kilometer i sydväst-nordöstlig riktning.